# Oimjakonski ulus
Der Oimjakonski ulus (russisch Оймяконский улу́с, auch Оймяконский район, Oimjakonski rajon; jakutisch Өймөкөөн улууһа, Öjmököön uluuha) ist einer der 34 Ulusse (Rajons) der Republik Sacha (Jakutien) im Norden des russischen Föderationskreises Ferner Osten. Er liegt südlich des nördlichen Polarkreises an der Ostgrenze der Republik zur Oblast Magadan und zur Region Chabarowsk im Binnenland. Das wegen seiner Kälterekorde berühmte Dorf Oimjakon ist Verwaltungssitz einer Landgemeinde des Ulus.

## Geographie
Der Ulus hat eine Fläche von etwa 92.200 km², etwas größer als Österreich. Er umfasst das Quellgebiet der Indigirka und ihre oberen Nebenflüsse. Die Landschaft hat zumeist Hochgebirgscharakter. Die Berge im Süden gehören zum Werchojansker Gebirge, dessen höchster Gipfel Mus Chaja dort 2959 m über dem Meeresspiegel erreicht. Nördlich des Ulus durchbricht die Indigirka das Tscherskigebirge. Dort erhebt sich der 2682 m hohe Tschen. Im Süden und Osten bildet die kontinentale Wasserscheide zwischen Arktischem und Pazifischem Ozean die Grenze des Ulus.
Die Vegetation besteht in geschützten Lagen aus Taiga, in Höhenlagen aus Tundra.

## Demografie
Die Einwohnerzahl begann früher anzusteigen als in weiter nordöstlich gelegenen Teilen der Republik, da sich in dem Gebiet ab den 1930er-Jahren ein Teil der Kolyma-Arbeitslager befand, blieb aber dann bis um 1990 relativ konstant. Durch die auch in benachbarten Ulussen festzustellende Abwanderung seit dem Ende der Sowjetunion liegt sie jetzt um mehr als die Hälfte unter dem Wert von 1959:
1939 – 03.560
1959 – 22.947
1970 – 21.636
1989 – 32.320
2002 – 14.670
2010 – 10.109
Die Bevölkerung besteht, mit steigender Tendenz, zu gut einem Drittel aus Angehörigen indigener Ethnien, was immer noch weniger ist, als in den umliegenden Ulussen. Unter den Angehörigen der aus dem europäischen Teil zugewanderten Ethnien ist im Republikvergleich der Anteil der Ukrainer relativ hoch.
| Ethnie   | 2002 | 2010     | 2010  |
| Ethnie   | %    | Personen | %     |
| -------- | ---- | -------- | ----- |
| Jakuten  | 23   | 2932     | 29,18 |
| Ewenen   | 2    | 429      | 4,27  |
| Russen   | 57   | 5291     | 52,65 |
| Ukrainer | 10   | 623      | 6,20  |

## Gemeinden
Der Ulus besteht aus 2 Gemeindeformationen städtischen Typs und 5 dörflichen Gemeindeformationen, in der Republik Sacha als nasleg bezeichnet. Ende des 20. Jahrhunderts hatte der Ulus noch sieben stadtartige Gemeindeformationen, wegen des Bevölkerungsschwundes seit 1990 wurden in den Jahren 2002 und 2007 insgesamt fünf davon aufgelöst.
Die Namen sind in der folgenden Tabelle jeweils erst in Transliteration und nach dem Strich in kyrillischer Originalschreibweise aufgeführt:
| Typ    | Jakutischer Name der Gemeinde        | Russischer Name der Gemeinde | Einwohner 2007 (2010) | Jakutischer Name des Gemeindesitzes                 | Russischer Name des Gemeindesitzes                  |
| städt. | Uus Njara – Уус Ньара                | Ust-Nera – Усть-Нера         | 8.469                 | Siedlung städtischen Typs, Verwaltungssitz des Ulus | Siedlung städtischen Typs, Verwaltungssitz des Ulus |
| städt. | Aartyk – Аартык                      | Artyk – Артык                | 722                   |                                                     |                                                     |
| länd.  | Ikkis Boroğon – Иккис Бороҕон        | Borogon I – Борогон 1-ый     | 1.498                 | Tomtor – Томтор                                     | Tomtor – Томтор                                     |
| länd.  | Mangnajgy Boroğon – Маҥнайгы Бороҕон | Borogon II – Борогон 2-ой    | 906                   | Öjmököön – Өймөкөөн                                 | Oimjakon – Оймякон                                  |
| länd.  | Sordongnooch – Сордоҥноох            | Sordonnoch – Сордоннох       | 384                   | Orto Balağan – Орто Балаҕан                         | Orto-Balagan – Орто-Балаган                         |
| länd.  | Törüt – Төрүт                        | Terjut – Терют               | 409                   | Törüt – Төрүт                                       | Terjut – Терют                                      |
| länd.  | Üčügej – Үчүгэй                      | Jutschjugei – Ючюгей         | 323                   | Üčügej – Үчүгэй                                     | Jutschjugei – Ючюгей                                |

## Verkehr
Der Ulus wird in westöstlicher Richtung von der Fernstraße R504 Kolyma von Nischni Bestjach bei Jakutsk nach Magadan durchquert, an der auch Ust-Nera liegt.